# Joško Vidošević
Joško Vidošević (Split, 11. siječnja 1935. – Split, 20. kolovoza 1990.), hrvatski nogometni reprezentativac, osvajač srebrne medalje na Olimpijskim igrama u Melbourneu 1956. godine.

## Klupska karijera
Karijeru započeo u mlađim kategorijama splitskog Hajduka 1949., a već 1952. nastupa u prvom sastavu, gdje njegov je član punih 11 godina, odigrao je ukupno 349 utakmica i polučio 228 zgoditaka. Sudionik je osvajanja državnog prvenstva 1952. i 1954./55.
Statistika u Hajduku
| Natjecanje        | Nastupi | Zgoditci |
| ----------------- | ------- | -------- |
| Prvenstvo         | 143     | 63       |
| Kup               | 20      | 16       |
| Superkup          | 0       | 0        |
| Međunarodne       | 2       | 1        |
| Splitski podsavez | 0       | 0        |
| Ukupno            | 165     | 80       |
| Prijateljske      | 184     | 148      |
| Sveukupno         | 349     | 228      |

Nakon Hajduka, igrao je samo pola sezone u RNK Split, 1964. u švicarskom Luganu, u kojem je i okončao igračku karijeru zbog bolesti.
Bio je i predsjednik Hajduka 1985. godine.

## Reprezentativna karijera
Za Jugoslavensku reprezentaciju odigrao je 1955. tri utakmice, te bio njen član i na Olimpijskim igrama u Melbourneu 1956., iako nije igrao.
Nastupio je jedan put za hrvatsku nogometnu reprezentaciju i to u Zagrebu, protiv Indonezije (5-2), 12. rujna 1956. Bila je to jedina međunarodna utakmica koju je hrvatska reprezentacija odigrala u vrijeme dok je bila sastavni dio Jugoslavije.

## Ostalo
U suradnji s Hrvatskom poštom i Hrvatskim društvom olimpijske filatelije i memorabilije, a povodom 30. obljetnice smrti, Hajduk je izdao prigodnu dopisnicu s Vidoševićevim portretom i životopisom, a Hrvatska pošta, zajedno s HNK Hajduk, izdala i prigodni žig s likom Joška Vidoševića. Svečana promocija dopisnice i žiga bila je na 30. obljetnicu smrti, ispred splitske pošte, broj 21101, Kralja Tomislava 9. Prvi žig s Vidoševićevim likom na dopisnicu udarili su zajednički supruga Vedrana i sinovi Predrag i Ivo. Ovime se Vidošević pridružio drugim Hajdukovim velikanima čiji su likovi se našli na prigodnim poštanskim žigovima: Luka Kaliterna, Bernard Vukas, Tomislav Ivić, Leo Lemešić, Ratko Kacian, Andrija Anković, Vladimir Beara, Frane Matošić, Aleksandar Kozlina, Ante Žanetić.